# Mourneview Park
Mourneview Park – stadion piłkarski w Lurgan w Irlandii Północnej. Mecze domowe rozgrywa na nim klub Glenavon F.C., który występuje IFA Premiership. Posiada 5000 miejsc na widowni. Obiekt został zbudowany i oddany do użytku w 1895. W 2009 odbył się na nim finał Irish League Cup, pierwszy finał pucharu ligi poza Belfastem. Finał ligi zawitał tu ponownie w 2011.